# Terror

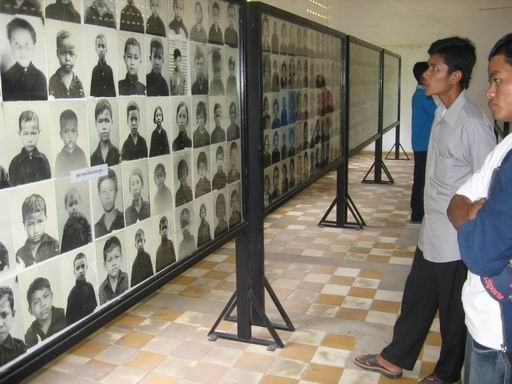
Fotos der Opfer der Roten Khmer in Kambodscha

Terror (lateinisch terror „Schrecken“) bezeichnet das gezielte Auslösen von Angst und Schrecken von Menschenmassen oder Einzelpersonen durch kriminelle Taten, um ein individuelles oder politisches Ziel zu erreichen.
„Terroristische Handlungen sind nach der Resolution 1566 des UN-Sicherheitsrates solche, die mit der Tötung, schwerer Körperverletzung, zur Geiselnahme oder schwerem wirtschaftlichem Schaden und dem Zweck begangen werden, einen Zustand des Schreckens hervorzurufen, eine Bevölkerung einzuschüchtern oder eine Regierung zu nötigen, und dabei von den relevanten Terrorismusabkommen erfasst werden“.
Terrorismus ist das Ausüben von Terror zur Erreichung politischer, religiöser, ideologischer oder wirtschaftlicher Ziele.

## Begriffsgeschichte

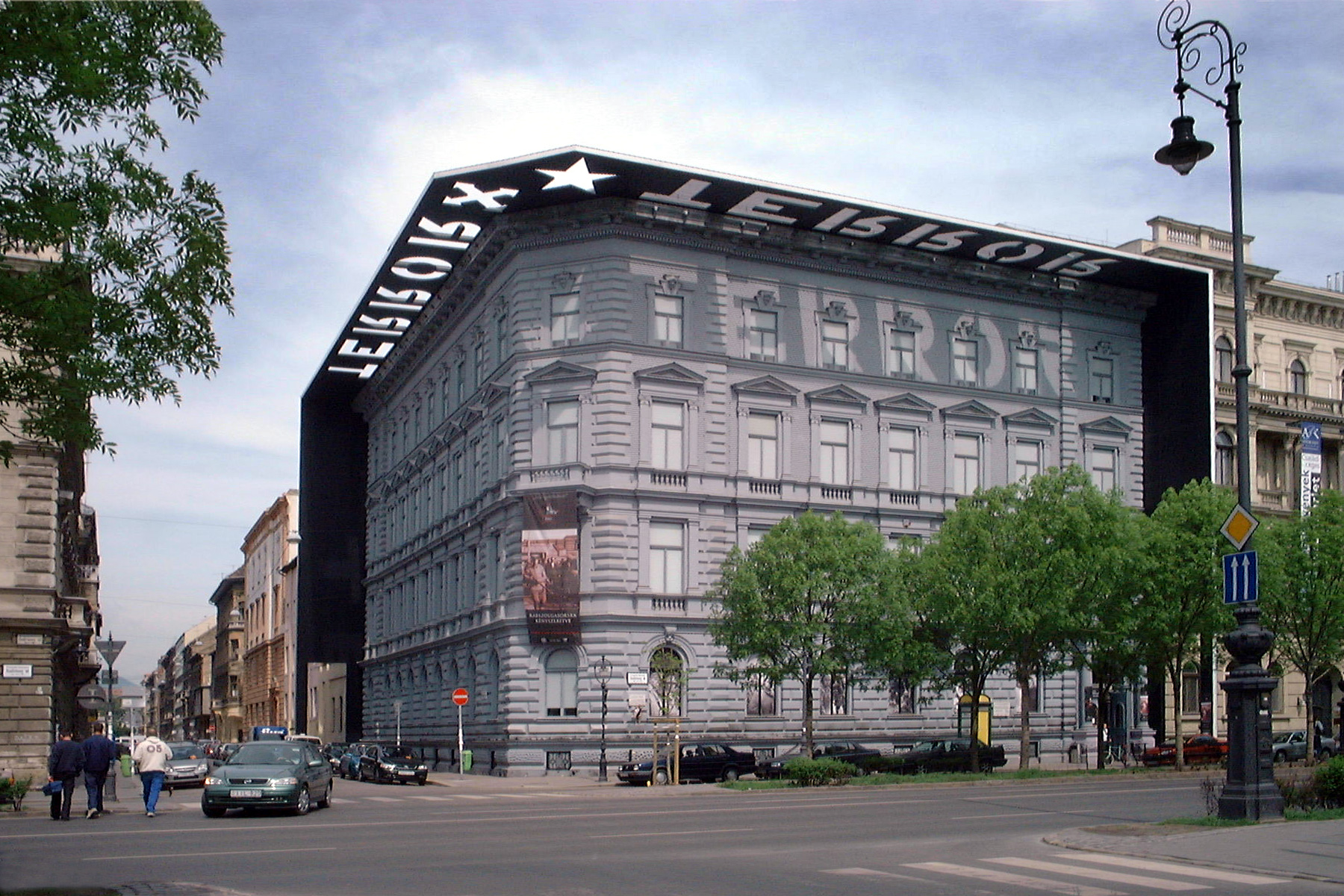
Haus des Terrors in Budapest

Terror war ursprünglich bei den alten Vordenkern der Aufklärung eine dem Staat zugeschriebene legitime Aktion. Für Thomas Hobbes war der „Schrecken gesetzlicher Bestrafung“ (terror of legal punishment) eine notwendige Voraussetzung eines Staatswesens, dem auf der anderen Seite „der Schrecken der Macht“ (the terror of some power) entsprach.
Am Vorabend der Französischen Revolution (1789) empörten sich die Aufklärer und warfen der Monarchie vor, ein terroristisches Schreckensregiment (par la terreur) zu sein. Auch Voltaire bezeichnet 1769 die staatlich inszenierte öffentliche Folterpraxis vor Hinrichtungen mit Rädern und Zerreißen bei lebendigem Leibe als „Terrorapparat“ (appareil de terreur). Allerdings waren die französischen Revolutionäre es selbst, die ab 1793 mit Robespierre den Terror als staatliches Machtmittel ausriefen und ihn in der als „Terrorherrschaft“ bekannten Periode ideologisch begründeten.
In einem „Tugendstaat“ seien „das Volk durch Vernunft zu leiten und die Feinde des Volkes durch terreur zu beherrschen“, so Robespierre am 5. Februar 1794 vor dem Konvent: „Terror ist nichts anderes als rasche, strenge und unbeugsame Gerechtigkeit. Er ist eine Offenbarung der Tugend. Der Terror ist nicht ein besonderes Prinzip der Demokratie, sondern er ergibt sich aus ihren Grundsätzen, welche dem Vaterland als dringendste Sorge am Herzen liegen müssen.“ Dem Exekutivorgan dieses Staatsterrors, dem Pariser Revolutionstribunal, fiel Robespierre noch im selben Jahr schließlich selbst zum Opfer.

## Umgangssprachlicher Gebrauch
Der Begriff Terror findet sich heute in zahlreichen Wortzusammensetzungen (z. B. Telefonterror, Psychoterror) auch in der Umgangssprache wieder, wo er häufig für aggressive Umgangsformen, wie Mobbing oder extreme Belästigung wie Stalking steht.